# Dasychira dasymalla
Dasychira dasymalla är en fjärilsart som beskrevs av Collenette 1936. Dasychira dasymalla ingår i släktet Dasychira och familjen tofsspinnare. Inga underarter finns listade i Catalogue of Life.